# Didunculus
Didunculus är ett släkte fåglar i familjen duvor inom ordningen duvfåglar. Släktet omfattar endast två arter med utbredning på öar i Stilla havet, varav den ena är utdöd sedan länge och den andra akut hotad: 
- Tandduva (D. strigirostris)
- Tongatandduva (D. placopedetes) – utdöd